# Station Herrera (Renfe)
Station Herrera is een spoorweghalte in de wijk Herrera, in het district Altza van de Spaanse stad San Sebastian, in de autonome gemeenschap Baskenland. De halte bevindt zich bij kilometerpunt 626,239 van de spoorlijn Madrid-Hendaye, op een hoogte van 17,23 meter boven de zeespiegel. Aan de halte stoppen enkel treinen van de cercanías van San Sebastian, de voorstadtreinen van die stad. Er kan bij dit station over worden gestapt op de metro van San Sebastian. 
De halte is geopend op 18 oktober 1863 als het traject tussen station San Sebastian en station Irun van de spoorlijn Madrid-Hendaye in werking wordt gesteld. In 1941 wordt de halte onder gebracht bij RENFE, en vanaf 31 december 2004 is het eigendom van ADIF terwijl de exploitatie toevalt aan Renfe Operadora. 
Brinkola · Legazpi · Zumarraga · Ormaiztegi · Beasain · Ordizia · Itasondo · Legorreta · Ikaztegieta · Alegia · Tolosa · Tolosa-Erdia · Anoeta · Billabona-Zizurkil · Andoain-Erdia · Andoain · Urnieta · Hernani-Erdia · Hernani · Martutene · Loiola · Loiola Erriberak (Gepland) · San Sebastian-Donostia · Gros · Ategorrieta · Intxaurrondo · Herrera · Pasaia · Lezo-Errenteria · Ventas de Irún · Irun